# Schaakvereniging Unitas
Schaakvereniging Unitas was een schaakvereniging in de Nederlandse stad Groningen die in 1926 is opgericht. De interne competitie en thuiswedstrijden worden gespeeld in het Denksportcentrum Jannes van der Wal. Vanaf seizoen 2012-2013 spelen Schaakvereniging Unitas en Schaakclub Groningen samen met vier teams in de competitie Koninklijke Nederlandse Schaakbond onder de naam De Groninger Combinatie. De club organiseert elk jaar op een zaterdag in juni het Unitas Schaakfestival.